# Radiševo
Radishevë en albanais et Radiševo en serbe latin (en serbe cyrillique : Радишево) est une localité du Kosovo située dans la commune/municipalité de Skenderaj/Srbica et dans le district de Mitrovicë/Kosovska Mitrovica. Selon le recensement kosovar de 2011, elle compte 129 habitants, dont 128 Albanais.

## Démographie

### Évolution historique de la population dans la localité
| 1948 | 1953 | 1961 | 1971 | 1981 | 1991 | 2011 |
| ---- | ---- | ---- | ---- | ---- | ---- | ---- |
| 239  | 263  | 257  | 259  | 250  | 268  | 129  |

|  |